# Непецино (Нижегородская область)
Непецино — деревня в Богородском районе Нижегородской области. Входит в состав Алешковского сельсовета. Население 14 (2010) человек

## Общая физико-географическая характеристика
Географическое положение
По автомобильным дорогам расстояние до областного центра города Нижнего Новгорода составляет 54 км, до районного центра города Богородска — 11 км. Абсолютная высота 106 метров над уровнем моря.
Часовой пояс
Непецино, как и вся Нижегородская область, находится в часовой зоне МСК (московское время). Смещение применяемого времени относительно UTC составляет +3:00.

## История
В «Списке населенных мест» Нижегородской губернии по данным за 1859 год значится как владельческая деревня при речке Зуевке в 18 верстах от Нижнего Новгорода. Относилась к первому стану Горбатовского уезда. В деревне насчитывалось 32 двора и проживало 253 человека (117 мужчин и 136 женщин).

## Население
| 1999 | 2002 | 2010 |
| ---- | ---- | ---- |
| 30   | ↘25  | ↘14  |

Национальный состав
Согласно результатам переписи 2002 года, в национальной структуре населения русские составляли  100% из 25 человек.